# Héctor Pedro Blomberg
Œuvres principales
- La canción lejana (poésie, 1912)
- Los jazmines del ochenta (drame)
- Bajo la santa Federación (dramatique radio)
- La pulpera de Santa Lucía (paroles de chanson)

Héctor Pedro Blomberg (Buenos Aires, 1889 — 1955) était un poète, scénariste, auteur de théâtre, parolier et journaliste argentin. 
Après avoir d’abord publié quelques recueils de poésie, il se fit ensuite auteur populaire, écrivant des drames sur fond historique, des saynètes et des fictions pour la radio. Mais il reste surtout connu pour avoir créé, en collaboration avec le guitariste Enrique Maciel, plusieurs chansons célèbres, parmi lesquelles la valse La pulpera de Santa Lucía, interprétée par son ami le chanteur Ignacio Corsini.

## Biographie
Héctor Blomberg naquit à Buenos Aires d’une mère d’origine paraguayenne, Ercilia López de Blomberg, écrivaine et traductrice, nièce du maréchal Francisco Solano López, tandis que du côté paternel il était le petit-fils d’un marin norvégien.
En 1912, il publia son premier recueil de poèmes, La canción lejana (litt. la Chanson lointaine), puis vers la fin des années 1920 s’orienta vers la littérature populaire, écrivant des dramatiques radio, des saynètes et les paroles de chansons de tango. Ses œuvres mêlaient réalité et fiction, prenant comme toile de fond les luttes politiques du XIXe siècle argentin entre les factions unitaire et fédéraliste.
Parmi ses succès au théâtre, on relève en particulier Barcos amarrados, La mulata del restaurador, La sangre de las guitarras et Los jazmines del ochenta. La représentation originelle de cette dernière pièce fut réalisée par la compagnie Teatro del Aire, que dirigeaient Pascual Pellicciotta et Eva Duarte, future Eva Perón.
La dramatique radiophonique Bajo la santa Federación, qu’il écrivit en collaboration avec Carlos M. Viale Paz, fut adaptée au cinéma en 1935, sous le même titre, par Daniel Tinayre.
Grâce à son amitié pour l’éminent chanteur de tangos Ignacio Corsini, il entra en contact avec le guitariste Enrique Maciel, avec qui il composa un grand nombre de chansons, dont les plus notables sont El adiós de Gabino Ezeiza (milonga), La pulpera de Santa Lucía (valse), La mazorquera de Monserrat (valse), Violines gitanos (tango), Tirana unitaria (tango), La viajera perdida (tango), La que murió en París (tango), Siete lágrimas (chanson), La guitarrera de San Nicolás (valse), No quiero ni verte (valse), Los jazmines de San Ignacio (chanson), La canción de Amalia (valse), La china de la Mazorca (chanson) et Me lo dijo el corazón (tango). Ses tangos furent pour l’essentiel chantés par Corsini, dont il était le parolier attitré. 
Un poème inédit de Blomberg, intitulé Las 2 Irlandesas, a été mis en musique par le guitariste argentin Tata Cedrón.